# Centro Comercial da Portela

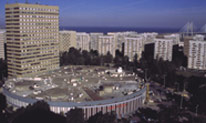
Centro Comercial da Portela, com a urbanização da Portela a rodeá-lo.

O Centro Comercial da Portela situa-se no ponto central do bairro e ex-freguesia da Portela (Loures). Este centro, inaugurado em 1975, foi o primeiro grande centro comercial de Portugal. 
A construção do Centro Comercial da Portela inseriu-se no projecto de construção da Urbanização da Portela de Sacavém, planeada no final dos anos 60 pelo arquitecto Fernando Silva e iniciada no início dos anos 70. O edifício do centro (Edifício Concórdia) ocupa o ponto central da urbanização, que irradia e se organiza a partir dele.
Até meados dos anos 80, o Centro Comercial da Portela manteve o estatuto de grande centro de importância regional e até nacional, atraindo inúmeros visitantes de fora da região. A partir dessa altura, com a construção de novos centros de grandes dimensões em outros locais, foi-se transformando essencialmente num fornecedor de serviços local, função para a qual foi projectado.